# USS Frankford (DD-497)
L'USS Frankford (DD-497) est un destroyer de classe Gleaves en service dans la Marine des États-Unis pendant la Seconde Guerre mondiale. Il fut le seul navire nommé en l'honneur de John Frankford, commandant du corsaire Belvedere lors de la Quasi-guerre avec la France.
Sa quille est posée le 5 juin 1941 au chantier naval Seattle-Tacoma Shipbuilding Corporation de Seattle, dans l'État de Washington. Il est lancé le 17 mai 1942, parrainé par Mme William F. Gibbs, et mis en service le 31 mars 1943 sous le commandement du lieutenant commander T. J. Thornhill.

## Historique
Il escorte des convois dans l’Atlantique Nord (notamment entre Casablanca et l'Irlande du Nord) et réalise plusieurs patrouilles s’inscrivant dans le cadre de la lutte contre les sous-marins allemands. Le 18 avril 1944, il quitte Norfolk pour rejoindre Plymouth en vue de participer à l’opération Neptune.
Le 6 juin 1944, après avoir escorté les imposants bâtiments de guerre alliés à travers la Manche la nuit précédente, il atteint sa position au large d’Omaha Beach. Le Frankford participe au bombardement des positions allemandes dans ce secteur au profit des forces terrestres américaines, fixées sur la plage par une résistance acharnée de leurs adversaires, et vient en aide aux équipages dont les navires ont été touchés et sont en perdition. Il reste engagé dans la baie de Seine jusqu'au 15 juillet.
Déployé dans la Méditerranée en août afin de participer au débarquement de Provence, il engage dans la nuit du 17 au 18 août plusieurs vedettes lance-torpilles allemandes : il en coule trois et s’empare d’une quatrième qui sera sabordée. En octobre, il fait route vers les États-Unis où il patrouille le long de la côte est jusqu'au 21 janvier 1945.
Déployé ensuite au large des Açores, il rejoint l'escorte du croiseur lourd Quincy, transportant le président Franklin D. Roosevelt à Malte. Il sert de nouveau en Méditerranée orientale avant de rejoindre New York le 27 février, patrouillant au large des côtes jusqu'au 10 mai.
Engagé dans le Pacifique à partir du mois d’août et jusqu'en octobre, il opère avec des dragueurs de mines au large des côtes du Japon, couvrant notamment le débarquement sur Honshū. Le 25 octobre 1945, il appareille de la baie de Tokyo pour la Côte est.
Rayé du Naval Vessel Register le 1er juin 1971, il est placé en réserve à Charleston le 4 mars 1946 et est coulé volontairement le 4 décembre 1973 lors d’un exercice de tir au large de Porto Rico.

## Décorations
Le Frankford a reçu deux Battles star pour son service dans la Seconde Guerre mondiale.

## Commandement
- Lieutenant commander Thomas James Thornhill, Jr. du 31 mars 1943 au 25 janvier 1944.
- Commander James Lardner Semmes du 25 janvier 1944 au 16 janvier 1945.
- Lieutenant commander Donald George Wright du 16 janvier 1945 au 6 mars 1946.